# George Nanchoff
George Nanchoff (Resen; 17 de abril de 1954) es un exfutbolista yugoslavo-estadounidense.
Pasó tres temporadas en la North American Soccer League y siete en la Major Indoor Soccer League. También jugó diez partidos internacionales, anotando un gol, con la selección de Estados Unidos entre 1979 y 1980.
En 2005, 2009 y 2010, fue director técnico del desaparecido Cleveland Internationals la USL League Two.
La Universidad de Akron incorporó a George al Salón de la Fama del Deporte de la escuela en 1986. En 1987, el condado de Summit lo añadió en lo mismo.

## Trayectoria
Se estableció en Akron, Ohio, Estados Unidos, donde asistió a la Central-Hower High School. Después de la secundaria, asistió a la Universidad de Akron, donde jugó como delantero en el equipo de fútbol (Akron Zips) de 1973 a 1976.
En 1977, los Fort Lauderdale Strikers de la North American Soccer League (NASL) lo seleccionaron en el NASL College Draft. Marcó un gol para los Strikers jugando bajo techo.
Los Strikers lo cambiaron a Atlanta Chiefs, donde se reunió con su hermano Louis Nanchoff. Jugó dos temporadas al aire libre y una cubierta con los Chiefs antes de pasar al fútbol sala a tiempo completo en la MISL.
En 1980, firmó con el Phoenix Inferno de la Major Indoor Soccer League. En 1982, el Inferno lo cambió al Cleveland Force a mitad de temporada, permaneciendo hasta que se retiró de jugar profesionalmente en 1985.

## Selección nacional
Su primer juego fue en la derrota del 18 de septiembre de 1977 ante Guatemala. El 16 de octubre del mismo año, anotó su único gol en la selección nacional en la victoria por 2-1 sobre China.

## Clubes
| Club                     | País           | Año       |
| ------------------------ | -------------- | --------- |
| Fort Lauderdale Strikers | Estados Unidos | 1977-1978 |
| Atlanta Chiefs           | Estados Unidos | 1979-1980 |
| Phoenix Inferno          | Estados Unidos | 1980-1982 |
| Cleveland Force          | Estados Unidos | 1982-1985 |